# LD3

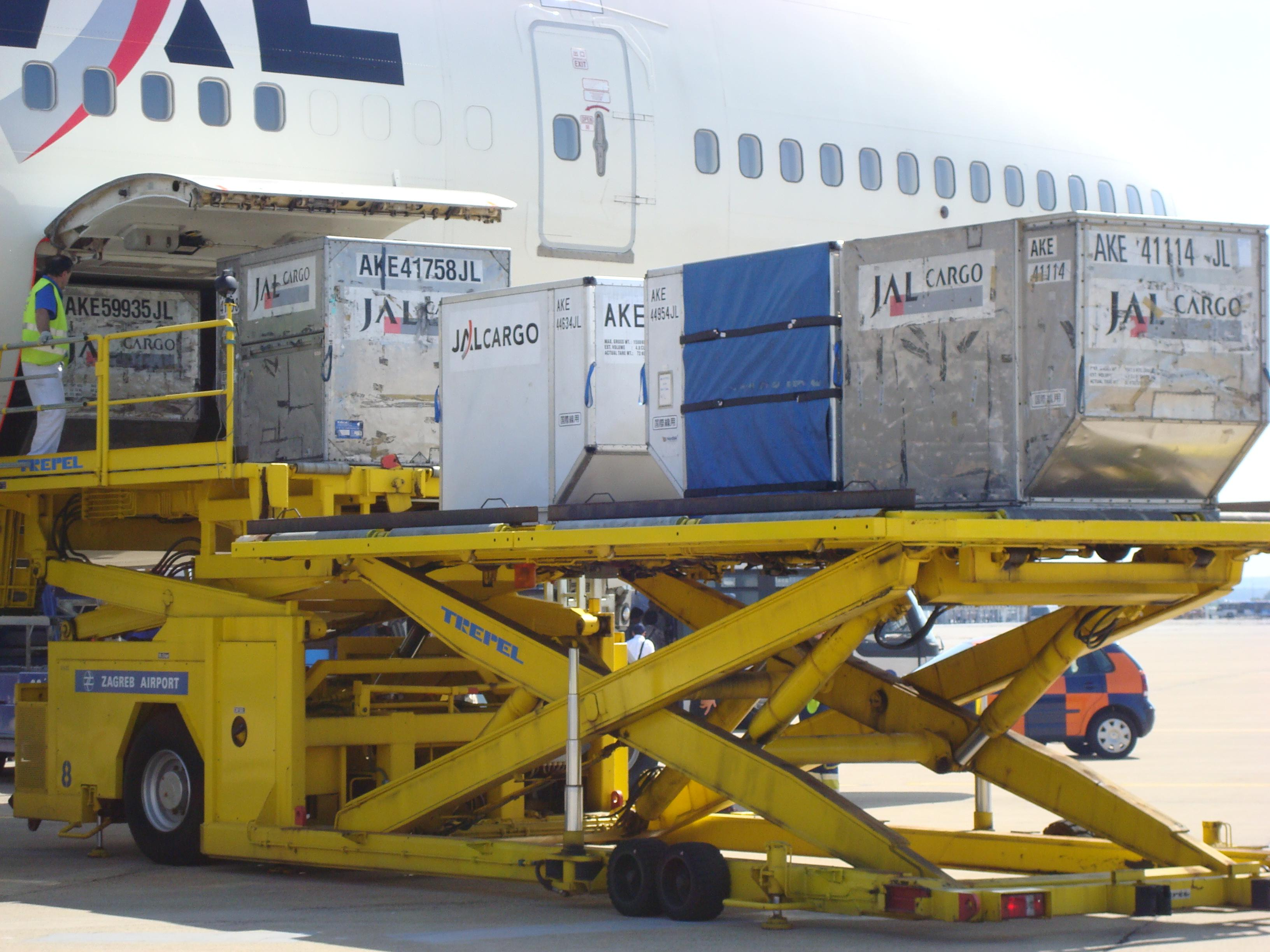
Déchargement des conteneurs LD3 contenus dans un Boeing 747

Un conteneur de type LD3 en désignation US/ATA (AKE ou DKE en désignation IATA) est un conteneur à pan coupé, destiné au transport de bagages et/ou de marchandises dans les soutes de certains avions de ligne (typiquement, les gros porteurs, pont inférieur).
On charge dans un AKE en moyenne une quarantaine de bagages, selon leur volume.
Le DKE est identique à l'AKE, à ceci près qu'il n'est pas certifié pour le transport des marchandises dangereuses.
Ses dimensions sont réglementées par l'Association internationale du transport aérien (IATA).
Dimensions :
- base : 61,5 in (1 562 mm) x 60,4 in (1 534 mm) ;
- hauteur : 64 in (1 626 mm)[1] ;
- volume externe / interne : 4,8 m3 / 4,3 m3 ;
- tare : varie selon ses matériaux et sa construction, de 70 à 90 kg en moyenne ;
- compatibilité : la majorité des gros porteurs.

Le type LD3 est différent du LD3-45, AKH en désignation IATA, qui est un conteneur à pan coupé plus petit, chargé dans les avions de type A320.